# Jean Linden
Pour les articles homonymes, voir Linden.
Jean Jules Linden, né le 3 février 1817 à Luxembourg et mort le 12 janvier 1898 à Bruxelles, est un botaniste, explorateur, horticulteur et homme d'affaires belge, spécialiste des orchidées, sur lesquels il écrit plusieurs ouvrages.

## Biographie
Jean Linden étudie à l'Athénée Royal de Luxembourg jusqu'en 1834, où il part se former en sciences à l'Université libre de Bruxelles. En 1835, Jean Linden se fait connaître lorsque le gouvernement belge propose aux personnes du milieu universitaire une exploration de l'Amérique latine. Par conséquent, Jean Linden, Nicolas Funck (lb), et Auguste-Boniface Ghiesbreght (lb) quittent Anvers le 25 septembre 1835 pour Rio de Janeiro et arrivent au Brésil le 27 décembre. Ils y collectent des plantes et des animaux et retournent en Belgique en mars 1837. Ce voyage marque le début de la passion de Linden pour les orchidées.
Six mois plus tard, en septembre 1837, le même trio part du Havre pour rejoindre La Havane en décembre. L'équipe explore Cuba et le Mexique, et collectent des animaux vivants et des plantes, jusqu'en 1840. Linden souffre de la fièvre jaune lorsqu'il se trouve aux alentours de Laguna de Términos.
Il effectue plusieurs expéditions et fait une étude détaillée des conditions de croissance des orchidées dans leur habitat naturel. Ses recherches révolutionnent la culture des orchidées en Europe. Avant ses travaux, les orchidées étaient gardées à des températures nettement plus élevées que celles requises, menant à un taux de mortalité élevé. Suivant Linden, le botaniste britannique John Lindley effectue aussi des observations détaillées des habitats en collectant des plantes.
À Bruxelles, Linden se voit nommer en 1851 directeur scientifique de la Société royale de Zoologie, d’Horticulture et d’Agrément de la Ville de Bruxelles, installée dans le  Parc Léopold, fonction qu'il exerce jusqu'à sa démission en 1861.

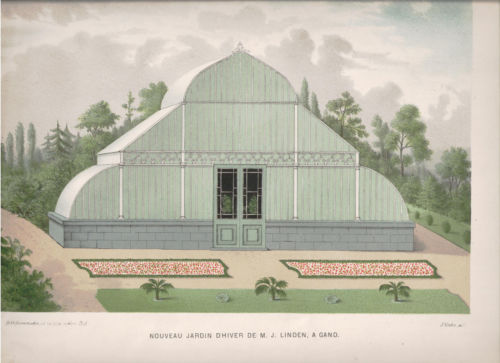
Nouveau jardin d'hiver de Monsieur Linden à Gand, in L'Illustration horticole (1889)

Il se concentre de plus en plus sur la culture des orchidées, utilisant trois types de conservations à températures allant de froides à chaudes. Ses orchidées sont florissantes sous ces conditions. Grâce à ce succès, il fonde un empire de l'orchidée qui, à son apogée, possède des branches à Bruxelles, Gand et Paris, et remporte des prix à des expositions se tenant à Londres, Paris et Saint-Pétersbourg. Il publie plusieurs ouvrages sur les orchidées et leur croissance.

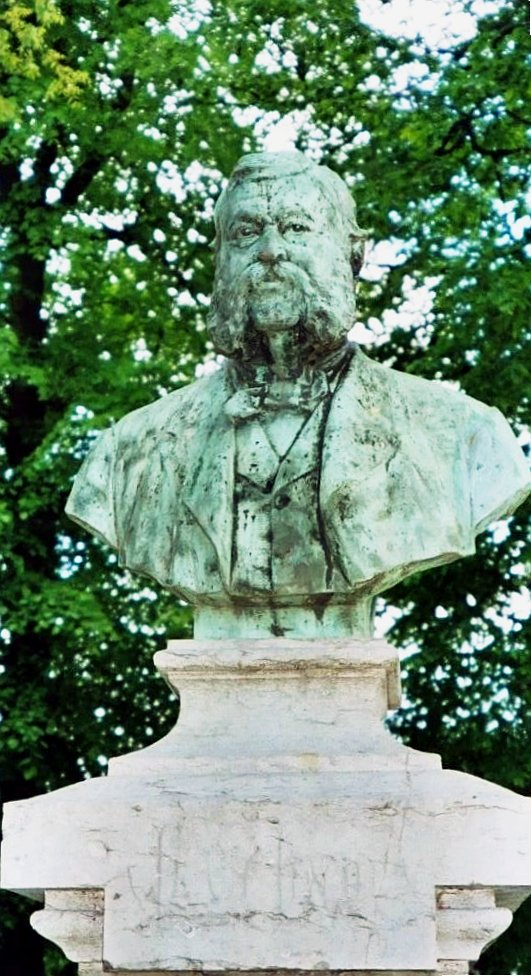
Statue de Jean Linden au Parc Léopold de Bruxelles.

Jean Linden épouse Anna Reuter au Luxembourg le 13 octobre 1845. Son fils Lucien prend la suite de ses affaires et publie des livres sur les orchidées avant et après la mort de son père en 1898.

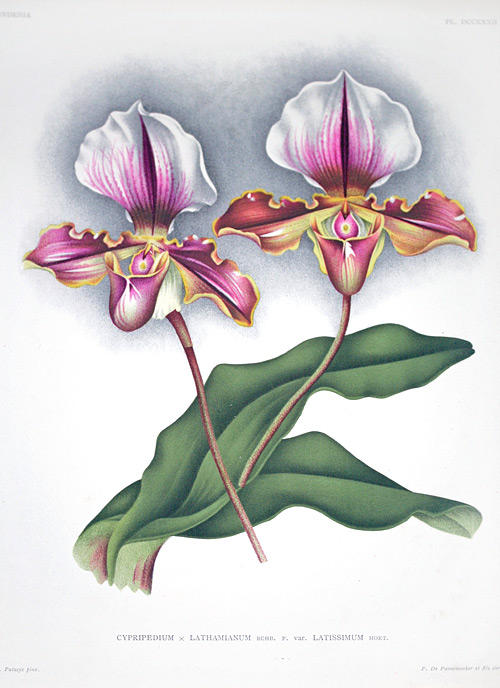
Cypripedium lathamianum, in L'Illustration horticole
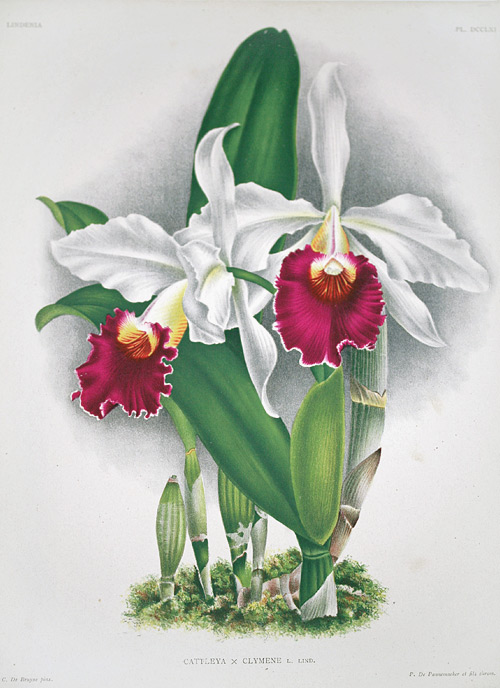
Cattleya clymene, in L'Illustration horticole

## Hommages
'Iresine lindenii (Amaranthaceae), Phalaenopsis lindenii (Orchidaceae) et Polyrrhiza lindenii, qui est aussi une orchidée, portent son nom.

## Publications
- L’Illustration horticole, journal spécial des serres et des jardins, Gand-Bruxelles, 1854–1884 (édité avec Charles Lemaire et Ambroise Verschaffelt. Impr. 1868-1896; lithographies : Alfred Goosens, P. De Pannemaeker et J. Goffart).
- Pescatorea - Iconographie des Orchidées, 1854-1860, Bruxelles, 1860
- Lindenia - Iconographie des Orchidées, Bruxelles, 1885-1906